# ジョージ・A・ランドバーグ
ジョージ・アンドリュー・ランドバーグ（George Andrew Lundberg、1895年10月3日 - 1966年4月14日）は、ノースダコタ州フェアデールに生まれ、ワシントン州シアトルで没したアメリカ合衆国の社会学者。

## 生い立ち
ランドバーグは、ノースダコタ州フェアデールに生まれた。父アンドリュー・J・ランドバーグ (Andrew J. Lundberg) も母ブリッタ・C・エリクソン (Britta C. Erickson) も、スウェーデンからの移民であった。1920年にはノースダコタ大学から学士号を、1922年にはウィスコンシン大学から修士号を得て、1925年にミネソタ大学から博士号を取得した。

## 経歴
博士号を取得した後、ワシントン大学の教員となったが、1年後に研究のためにコロンビア大学へ移り、その後、ピッツバーグ大学で准教授となった。1930年、ランドバーグはピッツバーグ社会活動協会 (the Pittsburgh Federation of Social Agencies) の社会調査部長になったが、程なくしてピッツバーグを離れ、コロンビア大学の教員となった。1934年、ランドバーグは連邦緊急救済局で働き、その後、バーモント州のベニントン・カレッジに移り、社会学と統計学の教授となった。その後、さらにミネソタ大学、ブリガムヤング大学、スタンフォード大学の教員を経て、1945年にワシントン大学の教授、学科長となり、以降はこの職位にあり続けた。
ランドバーグは、第33代のアメリカ社会学会会長を務めた。彼はまた、太平洋社会学会、東部社会学会、社会調査協会の会長も務め、さらに1941年から1947年にかけて学術誌『Sociometry』の編集長であった。
ランドバーグは、1966年4月14日に死去したが、これは「通常なら危険とは思われないような外科手術を受けた直後のこと」だったという。

## 受賞と栄誉
ランドバーグは、アメリカ科学振興協会のフェローであり、ミネソタ大学から特別功績メダル (Distinguished Achievement Medal) を授与され、1958年にはノースダコタ大学から名誉博士を授与された。没後には、ランドバーグの功績を讃える会合が太平洋社会学会によって開催された。

## 貢献
ランドバーグの著書で、最もよく読まれたのは『Can Science Save Us?（科学は我々を救えるのか？）』であった。しかし、ランドバーグの研究の焦点は応用、限界、区切り、操作的定義、言語学などに置かれていた。社会学に対する彼のアプローチは、通常は論理実証主義に分類されている。ランドバーグは、シカゴ学派の社会学に批判的であった。彼は、シカゴ学派の方法論について、信頼できる結果を生み出すには十分とは言えないと考えていた。

## 主な著書
- Trends in American sociology (with Read Bain and Nels Anderson). Harper, 1929. Edited volume of a symposium of young sociologists.[12]
- Social research : a study in methods of gathering data. Longmans, Green and Co., 1929. Reprinted 1942 and 1953. 2nd ed., Greenwood Press, 1968.[13]
  - 日本語訳：（福武直、安田三郎 訳）『社會調査』東京大學出版會, 1952年（原著 第二版に基づく翻訳）
- Leisure: a suburban study (with Mirra Komarovsky and Mary Alice McInerny). Columbia University Press, 1934. Agathon Press, 1969.[14]
- Foundations of sociology. The Macmillan Company, 1939; David McKay, 1964.[15]
- Can science save us? Longmans, Green and Co., 1947.[16]
- Sociology (with Otto N. Larsen and Clarence C. Schrag). Harper & Row, 1958; 4th ed., McGraw Hill, 1968.[17]